# Trachycucumis plettenbergi
Trachycucumis plettenbergi is een zeekomkommer uit de familie Cucumariidae.
De wetenschappelijke naam van de soort werd in 2003 gepubliceerd door A.S. Thandar & M.N. Moodley.